# Лукомский сельский совет (Оржицкий район)
Лукомский сельский совет (укр. Лукімська сільська рада) — входит в состав
Оржицкого района
Полтавской области
Украины.
Административный центр сельского совета находится в 
с. Лукомье.

## Населённые пункты совета
- с. Лукомье
- с. Дмитровка
- с. Загребля
- с. Колодна
- с. Нижний Иржавец
- с. Чернета